# Киреєвське Друге
Киреєвське Друге (рос. Киреевское Второе) — присілок в Козельському районі Калузької області Російської Федерації.
Населення становить 294 особи. Входить до складу муніципального утворення Присілок Киреєвське-Перше.

## Історія
Від 2004 року входить до складу муніципального утворення Присілок Киреєвське-Перше.

## Населення
| 2002 | 2010 |
| ---- | ---- |
| 319  | ↘294 |